# بخش ارد
بخش اَرَد یکی از بخش‌های شهرستان گراش در استان فارس ایران است. ارد در تاریخ ۲۵ آبان ۱۳۸۹ از دهستان به بخش ارتقا یافت.

## تقسیمات کشوری
- بخش ارد
  - دهستان ارد
  - دهستان سبزپوش

شهرها: ارد

## جمعیت
بنابر سرشماری مرکز آمار ایران، جمعیت بخش ارد در سال ۱۳۹۵ برابر با ۷،۰۲۹ نفر شامل ۲،۰۱۹ خانوار بوده‌است.